# Kella
Kella là một đô thị thuộc huyện Eichsfeld nước Đức. Đô thị này có diện tích 5,05 km², dân số thời điểm 31 tháng 12 năm 2006 là 576 người.